# 随筆
随筆（ずいひつ）とは、文学における一形式で、筆者の体験や読書などから得た知識、情報をもとに、それに対する感想・思索・思想をまとめた散文である。随想（ずいそう）、エッセイ、エッセー（仏: essai, 英: essay）などともいう。

## 概説
「随筆」と呼ばれている分野は、実際には形式的にも内容的にも非常に幅広く、統一的に把握することは困難とされている。例えば近世の随筆をまとめた叢書である『日本随筆大成』（吉川弘文館）には、狭い意味の随筆のほか、書物の抄出に批評を加えたもの、様々な時代の風俗考証、出来事の見聞記などが含まれている。また、近現代の随筆をまとめた全百巻の叢書である『日本の名随筆』（作品社）のシリーズにも、狭い意味の随筆だけでなく、評論や書物の解説なども含まれている。
一方、西洋のエッセー（英語のessay）の語源は、フランス語のessayer'、ひいてはラテン語の俗語exagiare'で「重さを量る」あるいは「試みる」という意味である。エッセーは一般的にはフランスの思想家ミシェル・ド・モンテーニュによって自己を語る文学形態として創始されたと考えられている。

## 歴史

### 日本の随筆
日本における随筆の起源は10世紀末に清少納言によって書かれた『枕草子』であるとされる。枕草子における日常的風景に対する鋭い観察眼は「をかし」という言葉で象徴される。その後も、鴨長明『方丈記』や吉田兼好（兼好法師）『徒然草』などの随筆作品が登場した。
江戸時代に入ると、文学的随筆だけでなく、考証や見聞録といった随筆が生まれた。近世の随筆について、中村幸彦は『四庫全書』「雑家類」に基づき、学問を随筆風に述べる「雑考」（佐藤一斎『言志四録』など）、思想的随筆を指す「雑説」（室鳩巣『駿台雑話』など）、研究的考証的随筆を指す「雑品」（伴信友といった国学者の考証など）、先人の書物や見聞を集めた「雑纂」、諸書を集めた「雑編」（松浦静山『甲子夜話』など）の5項目の分類を提示した。この時代の代表的な随筆として、『玉勝間』（本居宣長）、『花月草紙』（松平定信）、『折たく柴の記』（新井白石）、『塩尻』（天野信景）などがある。

### 西洋のエッセー
西洋のエッセー（essay）については古代ギリシアのテオプラストスの著作『人さまざま』を起源とする考え方もある。「Essay」の萌芽は古代ローマのキケロ、セネカ、プルタルコスなどの作品に見ることができる。
一般的には、私自身を語るという著作の基本姿勢を明示して執筆されたミシェル・ド・モンテーニュの『エセー』（essai）などの著作から始まったと考えられている。このような文学形態はイギリスのフランシス・ベーコンにも継承され英語の散文は大きく成長を遂げたといわれている。
18世紀から19世紀の出版文化隆盛の時代になると、雑誌等の定期刊行物において幅広い読者を引き付けるため随筆が掲載されるようになった。代表的な作品にLondon magazineに折々に寄稿されたチャールズ・ラムのエッセーがあり、Essays of Elia（1823年）及びThe Last Essays of Elia（1833年）としてまとめられた。